# Vibrómetro
Un vibrómetro o VLD (forma abreviada de vibrómetro láser Doppler) es un instrumento de medición para la cuantificación de oscilaciones mecánicas en una, dos y tres dimensiones. Últimamente se ha relacionado con metrología de superficies de cuerpos relativamente medianos (meso) y microscópicos (micro) para ayudar a hacer análisis modal  y correlacionar resultados experimentales con Análisis de Elementos Finitos.
El vibrómetro contiene un láser, que se enfoca a la superficie por medir. Debido al efecto Doppler, la frecuencia de la luz láser que se refleja varía si se desplaza la superficie enfocada. Esta variación de la frecuencia o corrimiento Doppler se mide en el vibrómetro con la ayuda de un interferómetro que hace una demodulación del corrimiento de la frecuencia y transforma ese corrimiento a una señal de voltaje o en una corriente de datos digital.

## Historia

### 1980 a 1990
La Tecnología VLD (LDV en inglés) lleva más de 30 años siendo usada.  Esta tecnología nació de la necesidad del no poder usar acelerómetros en partes o sistema livianos o donde grandes arreglos de estos transductores imponía restricciones al ajuste de curvas a sistemas complejos dado los cambios de masa modal, rigidez y amortiguamiento.  Las técnicas LDV históricamente comenzaron a ser usadas en la laboratorios de ciencia básica y desarrollo técnico (Universidades, Institutos, etc.) y en un número de laboratorios de punta de lanza (IBM, Xerox) y diferentes industrias que necesitan alta precisión en mediciones dinámicas para ofrecer productos y servicios de alta tecnología.  Históricamente los primeros VLDs que penetraron el mercado el mercado (antes de 1990) usaron interferómetros Michelson como se muestra en la figura 1. A este arreglo se le llama generalmente homodino, ya que los dos brazos del interferómetro tienen la frecuencia del láser como frecuencia base. Este esquema simple permite que el patrón de interferencia se efectúe en el brazo del detector (en la Fig 1 está descrito como screen).

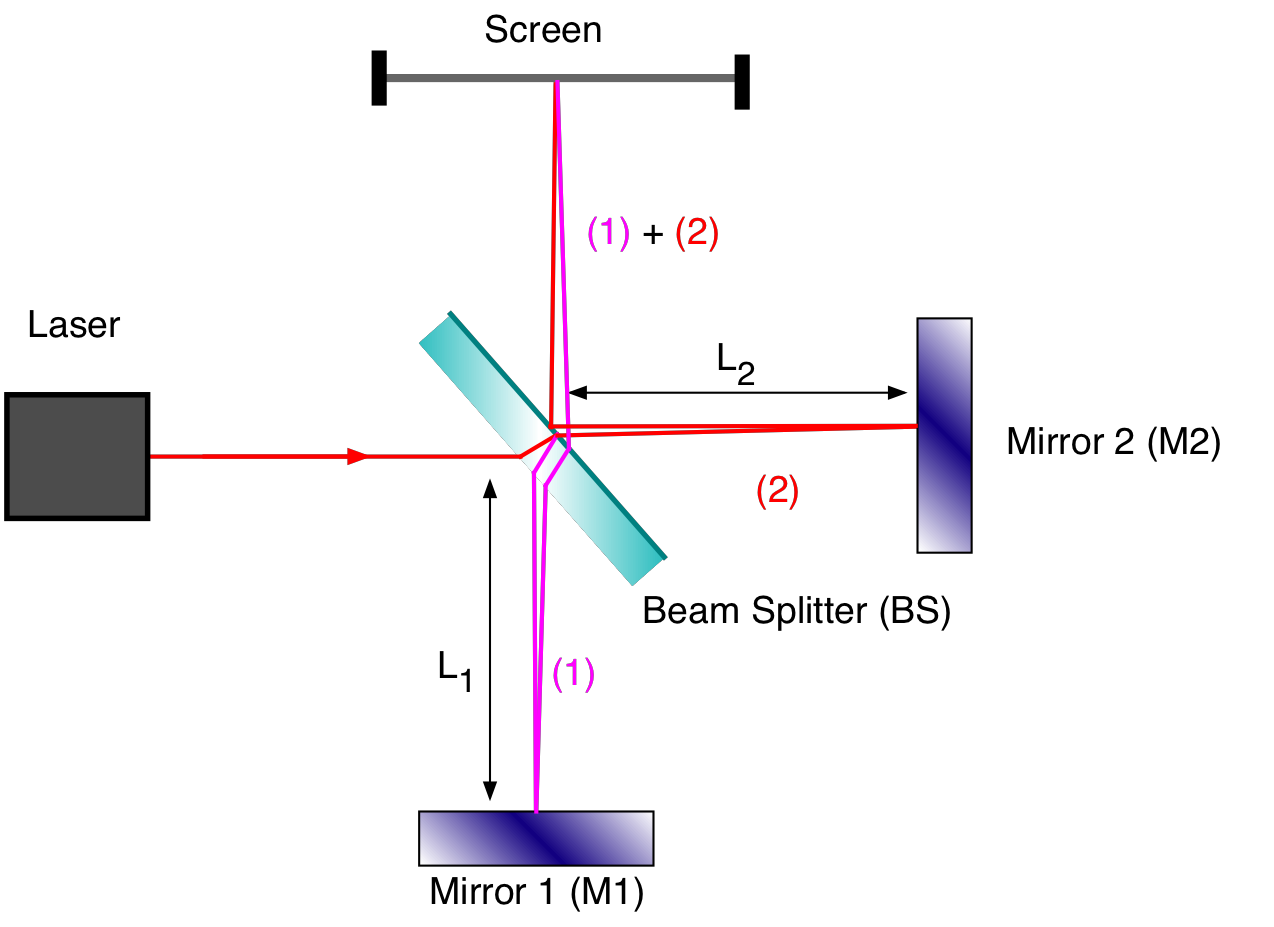
Fig 1. Esquema del interferómetro Michelson

 Esta tecnología permite mediciones simples en las cuales los desplazamientos están establecidos en un rango relativamente restringido, las frecuencias son bajas y los niveles de aceleración están por debajo de 10,000 gs. Durante ese período se usaron láseres infrarrojos invisibles de más de 1mW, se usaba otro láser como guía visual. Este fue un obstáculo para la seguridad del usuario tanto por el poder del láser como por ser invisible.

### 1990 a 2000
Posteriormente a 1990 arreglos más sofisticados comenzaron a penetrar el mercado mundial diseños Heterodinos usando interferómetros más complejos como el Mach-Zender que se muestra en la figura 2. También se usaron láseres más seguros como el HeNe 632nm visible con poder de menos de 1mW (clase 2). 

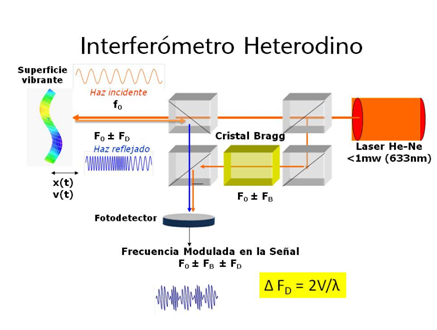
Fig 2. Esquema de interferómetro heterodino (Mach-Zender)

Las ventajas de esta nueva tecnología permitieron hacer mediciones en un número mayor de aplicaciones como en las industrias de almacenamiento de datos (discos duros), automotriz, aeroespacial, biomédica, defensa, etc.  Al principio de esta década se introdujeron los primeros Vibrómetro de barrido o rastreo (Scanning Vibrometer) el cual usa espejos en dos ejes angulares para dirigir el haz láser en ejes XY para hacer mediciones dinámicas de rastreo sobre superficies. 

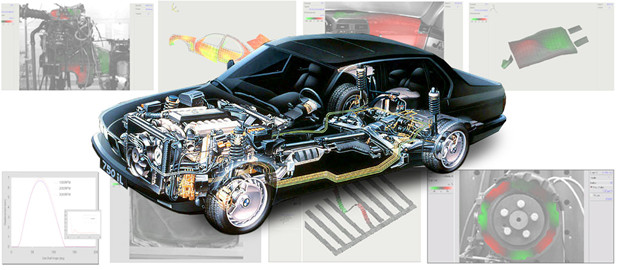
Ejemplos de mediciones automotrices

Las primeras versiones de este sistema hacían mediciones solo en modo sinusoidal. A mediados de los 90 se introdujo al mercado el primer vibrómetro de barrido con mediciones espectrales completas hasta 200KHz.  Esta versión podía dar respuestas de frecuencia, funciones de transferencia, coherencia dinámica y otras funciones.

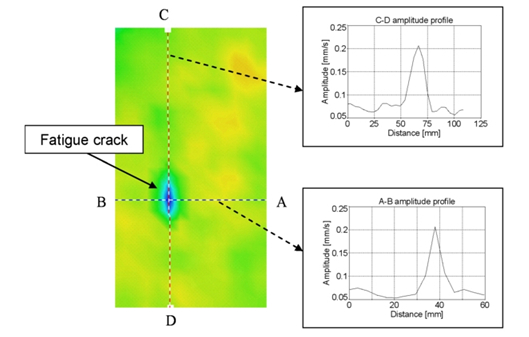
Crecimiento de ranura en pieza sometida prueba de fatiga

Esta década brindó una proliferación de mediciones sin contacto una amplia variedad de aplicaciones en las siguientes aéreas: automotriz (sistemas de frenos, chasis, suspensiones, carrocerías, llantas, sistemas de escapes, válvulas y motores, cojinetes, etc.) en la microelectrónica (cabezas en suspensiones en discos duros, mediciones topográficas en discos) en los campos de MEMS (Micro-Electromechanical Structures).  La disciplina de evaluación y pruebas no destructivas (NDE y NDT) recibió un gran impulso durante este período. La vibrometría permitió la observación y ayudó a comprensión en como ciertos tipos de ondas se propagan y como que están relacionadas con las formaciones y propagaciones de ranuras y defectos en diferentes tipos de materiales
En biología y medicina se hicieron descubrimientos particularmente importantes en las aéreas de audición en reptiles y batracios y posteriormente en humanos con mediciones en oído medio  e interno primeramente en huesos temporales y posteriormente en con mediciones en vivo en la membrana timpánica y luego durante procedimientos quirúrgicos para corroboración de implantes de oído medio.

### 2000 a 2010
Un número de industrias hacían mediciones para productos en las aéreas de producción y calidad mucho antes al año 2000. Sin embargo, fue durante esta década mediciones usando vibrometría láser Doppler se extendieron mucho más, especialmente en el área de productos electrodomésticos (cepillos dentales, atomizadores, lavadoras, secadoras, compresores para aire acondicionado, etc.), transportación (cajas de engranes y diferenciales, compresores, sistemas de ventilación, sistemas de frenos), microespejos, válvula para microfluidos, mediciones de longitud y velocidad en la industria del acero y metales y muchas más.
Esta década también brindo el refinamiento de vibrómetros para mediciones dinámicas de barrido en microestructuras (MEMS) fuera de plano, en plano y mediciones para metrología de superficies.  

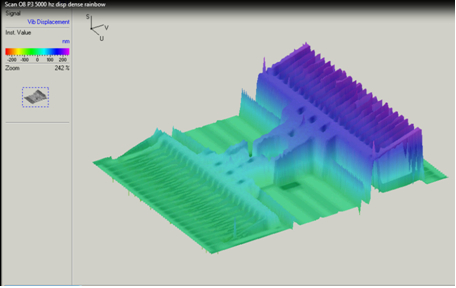
Ejemplo de medición de MEMS fuera de plano y topografía superficial

Vibrometría de Barrido (Scanning Vibrometry) siguió madurando dado las necesidades de los ingenieros en investigación y desarrollo en las aéreas de dinámica.  El problema principal era acelerar las pruebas mecánicas y dinámicas para poder dar la información a los investigadores encargados de modelación (FEA).  Esta necesidad es muy evidente en las industrias aeroespacial  y automotriz.  Para el efecto se aplicaron técnicas para mediciones de superficie y topografía estática en tres dimensiones (3D) sin contacto y se acoplaron y agregaron a mediciones de vibración en 3D.  El resultado fue la introducción al mercado de vibrómetros para medir en tres dimensiones 3D tanto en topografía como en dinámica a medidos de la década en Alemania. A finales de la década se añadieron sistemas robóticos para acelerar el proceso de medición y correlación a modelos FEA, ya que para efectuar esa correlación debe haber un número suficientemente grande de nodos para satisfacer las necesidades del análisis modal experimental y que su vez satisfaga el modelo de elementos finitos (FEM). Esta tecnología, vibrometría robótica en 3D está siendo ampliamente utilizada en países avanzados para acelerar el proceso de ingeniería y desarrollo de productos y para solucionar problemas relacionados con control de calidad en corto tiempo. Uno de esos ejemplos es el uso de vibrometría 3D para detectar ranuras por fatiga en estructuras metálicas usando ondas de Lamb.

### 2010 a Presente
En los últimos años avances en tecnología requieren mediciones mecánicas más precisas y demandantes entre ellas están: RF MEMS, estructuras civiles a largas distancias, mediciones de esfuerzos.
MEMS RF se usan extensamente en telecomunicaciones y otras aplicaciones, estos requieren y demandan mediciones mecánicas que antes parecían prácticamente imposibles en el rango de los GHz.  Para ese efecto se desarrolló el Vibrómetro de ultra altas frecuencias  (UHF)
Otras necesidades en el otro extremo en la escala de estructuras requieren mediciones dinámicas en estructuras muy grandes como molinos de viento para generación de electricidad, torres altas, puentes y otras estructuras civiles.  El recientemente diseñado RSV (Remote Sensing Vibrometer) es un vibrómetro para largas distancias y permite identificación de formas de defección a muy bajas frecuencias.
Por otro lado avances en estaciones robóticas están haciendo posible mediciones de esfuerzos en superficies usando vibrómetros de barrido en 3D con más precisión y exactitud que antes.